# Olśniszki
Olśniszki – dawny zaścianek. Tereny na których był położony, leżą obecnie na Litwie, w okręgu uciańskim, w rejonie jezioroskim, w starostwie Turmont.

## Historia
W czasach zaborów zaścianek w granicach Imperium Rosyjskiego.
W dwudziestoleciu międzywojennym zaścianek leżał w Polsce, w województwie nowogródzkim (od 1926 w województwie wileńskim), w powiecie brasławskim, w gminie Smołwy.
Według Powszechnego Spisu Ludności z 1921 roku zamieszkiwało tu 19 osób, 14 było wyznania rzymskokatolickiego a 5 staroobrzędowego. Jednocześnie wszyscy mieszkańcy zadeklarowali polską przynależność narodową. Były tu 3 budynki mieszkalne. 
Wierni należeli do parafii rzymskokatolickiej w Smołwach. Miejscowość podlegała pod Sąd Grodzki w m. Turmont i Okręgowy w Wilnie; właściwy urząd pocztowy mieścił się w m. Turmont.